# Félix Ulloa
Félix Augusto Antonio Ulloa Garay (Chinameca, 6 de abril de 1951) es un político y abogado salvadoreño. Es el actual vicepresidente de El Salvador desde el 1 de junio de 2019 en el gobierno de Nayib Bukele; quien gozó de una licencia de la función pública aprobada por la Asamblea Legislativa el 30 de noviembre de 2023 y que estuvo vigente desde el 1 de diciembre de ese año hasta el 31 de mayo de 2024, con la que pudo participar en la elección presidencial de 2024, siendo reelegido en el cargo para el período 2024-2029.

## Biografía
Félix Ulloa nació en Chinameca, departamento de San Miguel, el 6 de abril de 1951, hijo del ingeniero Félix Ulloa y de la maestra Margarita Garay. Su padre es conocido como el «Rector Mártir de la Universidad de El Salvador», después de perder la vida en un atentado perpetrado por grupos paramilitares en 1980.

## Estudios
Obtuvo su título en Derecho de la Universidad Complutense de Madrid, España, en 1979, y su doctorado en Derecho con sobresaliente cum laude. Cursó estudios de postgrado en Políticas Públicas y Administración Pública en el Institut international d'administration publique (actual Escuela Nacional de Administración) en París, Francia, y en el Hubert H. Humphrey Institute of Publique Affairs de la Universidad de Minnesota, Estados Unidos. También ha obtenido un título de postgrado en Banca y Finanzas de la Universidad Tecnológica de El Salvador (UTEC).
Estudió en el Colegio Católico de Oriente (San Miguel), en su juventud y como estudiante de Derecho de la Universidad de El Salvador, UES, participó activamente en el movimiento estudiantil universitario, siendo presidente del Tribunal Electoral Estudiantil de la Asociación General de Estudiantes Universitarios Salvadoreños (AGEUS). Como abogado, fue miembro del Socorro Jurídico del Externado de San José, dirigente del Sindicato de Trabajadores del Instituto Salvadoreño del Seguro Social (ISSS), STISSS, y posteriormente de la Unión Nacional de Trabajadores Salvadoreños (UNTS); esta trayectoria le permitió ser un reconocido defensor de los derechos humanos durante la guerra civil salvadoreña.
En ese período, junto a otros jóvenes abogados crearon el Instituto de Estudios Jurídicos de El Salvador (IEJES), del cual ha sido presidente en varias ocasiones y desde el cual promovió la construcción del Estado de Derecho, para la defensa de las libertades democráticas y la justicia social.
También se desempeñó como docente de Ciencias Políticas y del doctorado en Ciencias Sociales en la Universidad de El Salvador (UES), de igual manera, impartió diversas asignaturas de Derecho en la Universidad Centroamericana José Simeón Cañas (UCA). A nivel internacional fue profesor invitado por varios años en la Escuela Española de Middelburg College en Vermont, Estados Unidos y conferencista invitado en múltiples Universidades de los Estados Unidos, Canadá, México y otros países.

## Vida política
Terminada la guerra civil, Ulloa es electo Magistrado del primer Tribunal Supremo Electoral de El Salvador. También integró la Junta de Vigilancia de los Partidos Políticos (1993 a 1994); y la Subcomisión Especial de la CO-PAZ, redactora del Código Electoral de la posguerra (1992 a 1993). Asimismo, formó parte de la Comisión Política del Partido Movimiento Nacional Revolucionario (MNR), del cual su padre fue fundador, partido afiliado a la Internacional Socialista (IS).
- Integró misiones de observación y asistencia electoral en más de veinte países alrededor del mundo.
- Es consultor en proyectos relacionados con elecciones, partidos políticos y democracia de UPD/OEA, IFES, IDEA internacional, CAPEL, Centro Cárter y NDI.
- Director Sénior Residente del NDI durante diez años en Haití, Marruecos y Nicaragua.
- Experto de la División de Asistencia Electoral del Departamento de Asuntos Políticos de Naciones Unidas ha dirigido varias misiones en África y América Latina.

## Trabajo constitucional
Ulloa, presentó proyectos de inconstitucionalidad contra leyes “partidocráticas” que eran características de la democracia salvadoreña.[¿según quién?]
Estas son las resoluciones constitucionales que cambiaron sustancialmente el sistema electoral, producto de las demandas de inconstitucionalidad presentadas por Félix Ulloa junto a otros juristas salvadoreños.
- Eliminación de la “Plancha Nacional”, emitida el 26 de julio de 2010 por la Sala de lo Constitucional, con la cual se impide que los altos dirigentes políticos se reelijan en el poder legislativo.
- Voto por rostro (se permitió la fotografía y conocer al diputado que representa al ciudadano).
- Voto cruzados (votar por varios diputados y hasta de diferentes partidos políticos).
- Voto residencial (el ciudadano y los militantes que defienden el voto, solo pueden votar en su municipio).
- Diputados Independientes (se permite que ciudadanos sin militancia partidaria puedan optar a la Asamblea Legislativa).[7]

## Vicepresidente electo
Acompañó a Nayib Bukele en la fórmula presidencial de la Gran Alianza por la Unidad Nacional, integrada por los partidos políticos: GANA - CD y Nuevas Ideas. Bukele y Ulloa ganaron las elecciones del 3 de febrero de 2019 por un período de cinco años, convirtiéndose Ulloa en Vicepresidente de la República.

## Vicepresidente de la República
El presidente Nayib Bukele designó a Ulloa para liderar el Plan Trifinio, tratado trinacional que compromete a los vicepresidentes de Guatemala, Honduras y El Salvador a mejorar las condiciones de vida de las comunidades fronterizas y desarrollar un proceso de gestión del medioambiente y del territorio de la región de Trifinio.

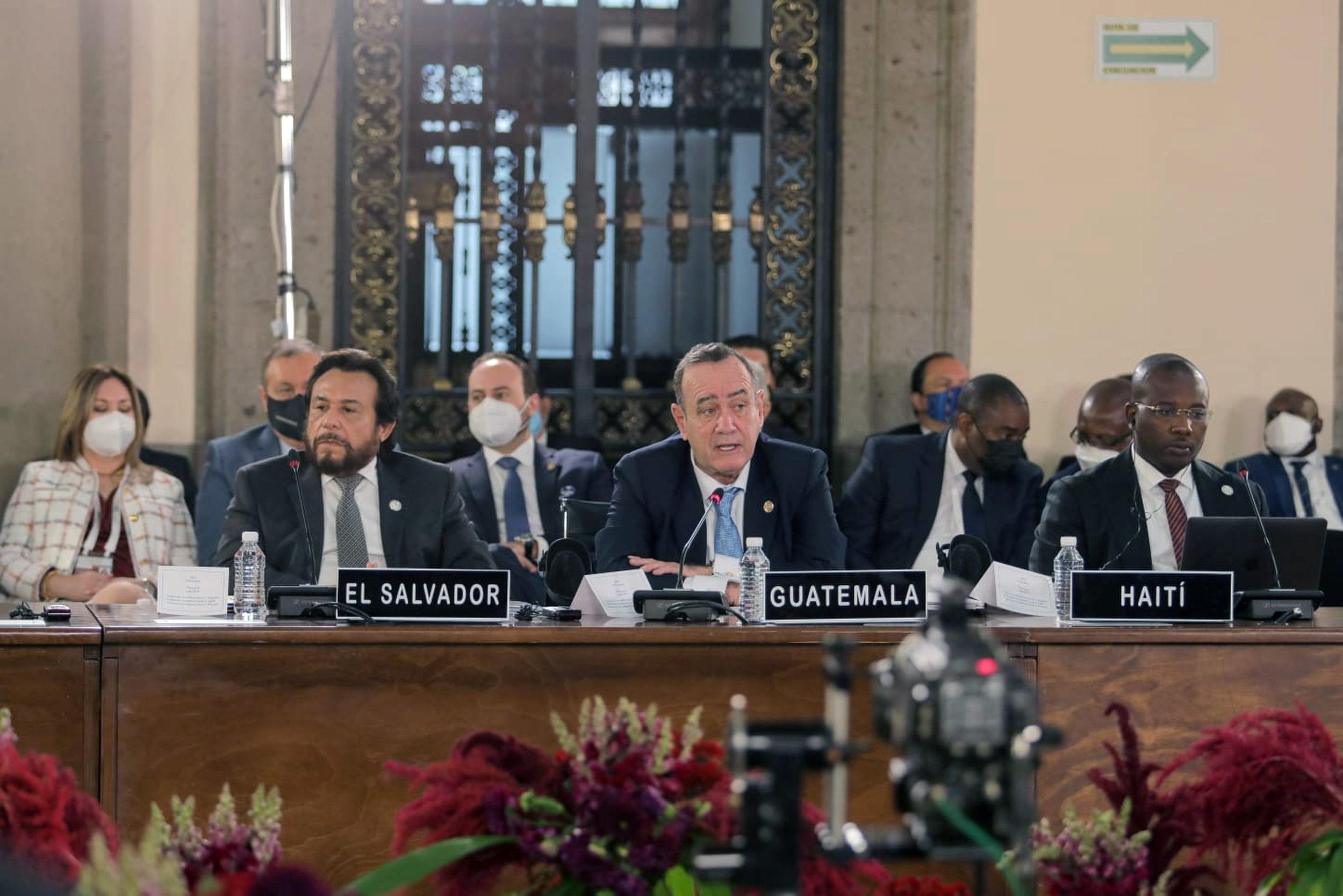
Ulloa atendiendo la VI Cumbre de la Comunidad de Estados Latinoamericanos y Caribeños

Ante la ola de críticas contra el presidente Nayib Bukele, durante una entrevista de France 24, Ulloa calificó las opiniones internacionales como «Bukelemania».

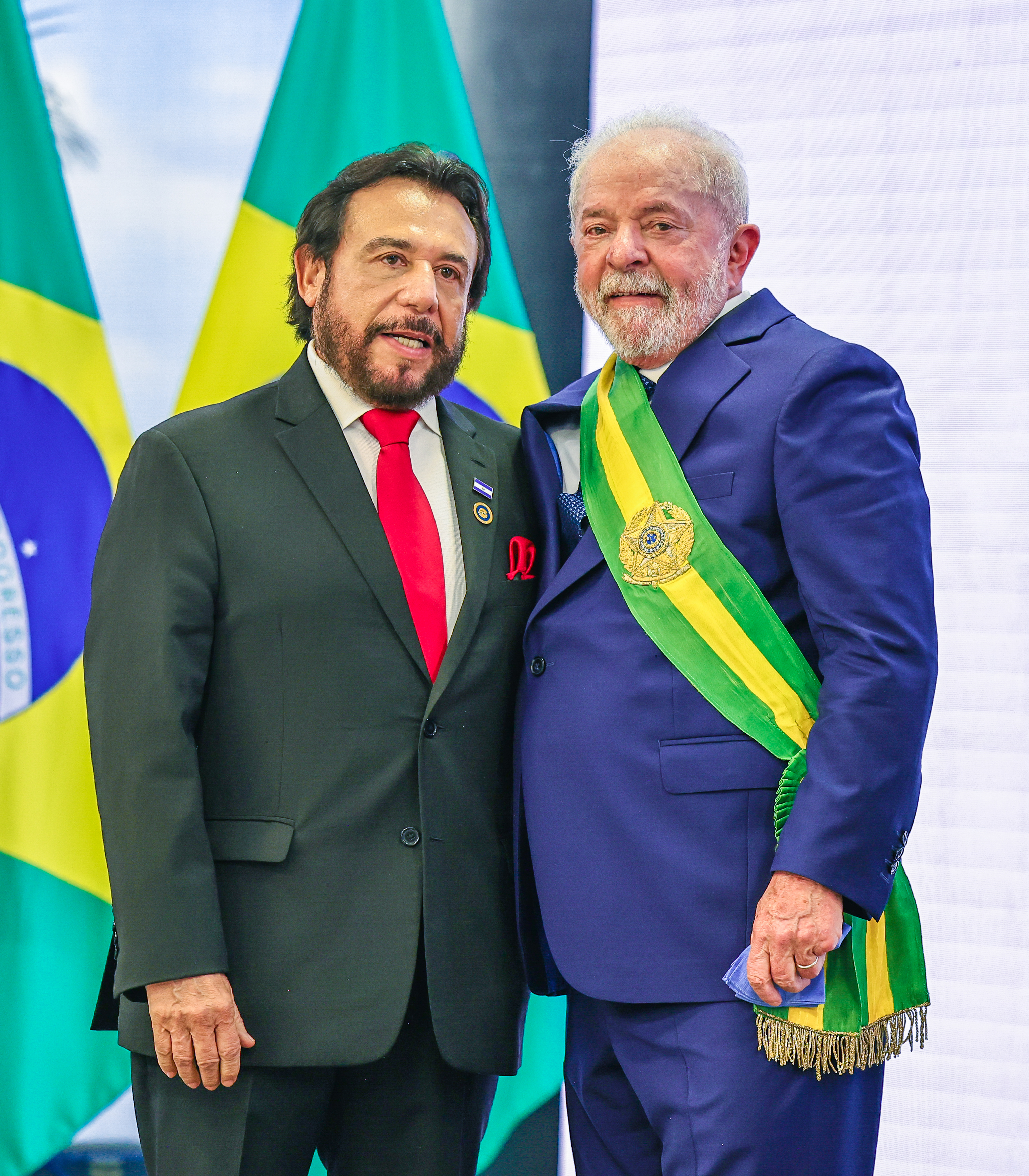
Ulloa y Lula da Silva durante una ceremonia presidencial

Ulloa ha realizado varias visitas oficiales a otros Estados y recibido a líderes de otros países, entre otros el presidente de Brasil Lula da Silva, el primer ministro de Haití Ariel Henry y el presidente de Uruguay Luis Lacalle Pou. También representó a El Salvador en la Coronación de Carlos III y Camila el 6 de mayo de 2023.
Por decretos ejecutivos el presidente Nayib Bukele ha encomendado al Vicepresidente Ulloa los siguientes cinco ejes de trabajo: Consejo Nacional para el Desarrollo Sostenible, Proyecto de Reformas Constitucionales, Plan Trifinio, Integración Centroamericana y Escuela Superior de Innovación en la Administración pública.

## Vida personal
Está casado con la psicóloga Lilian Alvarenga desde 1973 y tiene tres hijos.

## Publicaciones
El doctor Ulloa ha publicado artículos académicos en Estados Unidos, México, España, Francia, Chile, Haití, República Dominicana y en todos los países de Centroamérica. Entre ellos están: 
- El dinero y la democracia; Política, estado y sociedad;[21]
- Pensamiento democrático;
- El rol de los partidos políticos en la institucionalidad centroamericana;[22]
- El sistema electoral salvadoreño, 25 años después de la Firma de los Acuerdos de Paz;
- La utopía continúa;
- Haití: 200 years of Elections and Constitutions;
- La Crise de la Démocratie Représentative;
- Le Systéme Électoral des États-Unis.